# Spencer Gore
Spencer William Gore (ur. 10 marca 1850 w Londynie, zm. 19 kwietnia 1906 w Ramsgate) – brytyjski tenisista, pierwszy zwycięzca Wimbledonu.
Nie był spokrewniony z późniejszym trzykrotnym mistrzem Wimbledonu, Arthurem Gorem.

## Kariera tenisowa
Spencer Gore początkowo był graczem w rackets, z którego czerpał charakterystyczne dla swej gry uderzenia. Dysponował skutecznym serwisem i jako jeden z pierwszych tenisistów dążył do kończenia akcji wolejami, co stanowiło zaskoczenie dla rywali. Podobnemu stylowi gry sprzyjała odmienna od współczesnej wysokość siatki (około półtora metra z boku).
Dnia 19 lipca 1877 roku został pierwszym mistrzem Wimbledonu, pokonując w finale Williama Marshalla. Wygrał decydujący mecz 6:1, 6:2, 6:4, demonstrując ofensywny styl gry. Za wygrany mecz otrzymał główną nagrodę w wysokości 12 gwinei (ok. 50 zł). Rok później, zgodnie z regulaminem, jego występ został ograniczony do tzw. challenge round, czyli meczu w obronie tytułu z przeciwnikiem wyłonionym w turnieju pretendentów (all comers). Jego rywalem został Frank Hadow, z którym przegrał mecz 5:7, 1:6, 7:9.
Gore podczas turniejów wimbledońskich wywoływał kontrowersje stylem gry – nie czekał aż piłka spadnie na ziemię, grając wolejami, a także uderzał piłki, gdy te były jeszcze na połowie przeciwnika (co ówcześnie nie było zakazane).
Gore zakończył grę w tenisa, uważając, że sport ten nie ma większej przyszłości, gdyż jest zbyt skomplikowany, by zainteresować widza. W latach 1874–1879 występował w reprezentacji Anglii w krykiecie.

### Finały w turniejach wielkoszlemowych

#### Gra pojedyncza (1–1)
| Końcowy wynik | Nr | Data | Turniej           | Nawierzchnia | Przeciwnik       | Wynik finału  |
| ------------- | -- | ---- | ----------------- | ------------ | ---------------- | ------------- |
| Zwycięzca     | 1. | 1877 | Wimbledon, Londyn | Trawiasta    | William Marshall | 6:1, 6:2, 6:4 |
| Finalista     | 1. | 1878 | Wimbledon, Londyn | Trawiasta    | Frank Hadow      | 5:7, 1:6, 7:9 |